# Procanace hendeli
Procanace hendeli är en tvåvingeart som beskrevs av Mercedes Delfinado 1971. Procanace hendeli ingår i släktet Procanace och familjen Canacidae.
Artens utbredningsområde är Taiwan. Inga underarter finns listade i Catalogue of Life.